# Camposampiero
Camposampiero es una comuna italiana, de 11.726 habitantes, de la provincia de Padua, en la región del Véneto.

## Lugares de interés
El monumento más importante de la comuna de Camposampiero son aquellos legados de Antonio de Padua. En el interior del Santuario del Noce se encuentran algunos frescos de Girolamo Tessari. También es una visita interesante el castillo feudal de Camposampiero donde actualmente está la administración comunal y donde anteriormente estaba la sede feudal y la cárcel. También es posible admirar la torre del reloj a pocos metros del castillo.

## Evolución demográfica
| Gráfica de evolución demográfica de Camposampiero entre 1861 y 2001 |
|                                                                     |
| Fuente ISTAT - elaboración gráfica de Wikipedia                     |